# 95954 Bayzoltán
(95954) Bayzoltán, denumire internațională (95954) Bayzoltan, este un asteroid din centura principală de asteroizi.

## Descriere
95954 Bayzoltán este un asteroid din centura principală de asteroizi. A fost descoperit pe 23 august 2003 la Piszkesteto de Krisztián Sárneczky și Brigitta Sipőcz. Asteroidul prezintă o orbită caracterizată de o semiaxă mare de 3,09 ua, o excentricitate de 0,14 și o înclinație de 21,9° în raport cu ecliptica.